# Risoluzioni del Consiglio di sicurezza delle Nazioni Unite (101-200)
| Risoluzione | Data              | Voto (favorevoli/contrari/non votanti)                    | Oggetto |
| 101         | 24 novembre 1953  | 9-0-2 (astenuti: Libano, USSR)                            | Palestina |
| 102         | 3 dicembre 1953   | 10-0-1 (astenuta: USSR)                                   | Corte internazionale di giustizia |
| 103         | 3 dicembre 1953   | 10-0-1 (astenuta: USSR)                                   | Corte internazionale di giustizia |
| 104         | 20 giugno 1954    | Adottata all'unanimità                                    | Guatemala |
| 105         | 28 luglio 1954    | Adottata senza voto                                       | Corte internazionale di giustizia |
| 106         | 29 marzo 1955     | Adottata all'unanimità                                    | Palestina |
| 107         | 30 marzo 1955     | Adottata all'unanimità                                    | Palestina |
| 108         | 8 settembre 1955  | Adottata all'unanimità                                    | Palestina |
| 109         | 14 dicembre 1955  | 8-0-3 (astenuti: Belgio, Cina, USA)                       | Ammissione delle nazioni Albania, Giordania, Irlanda, Portogallo, Ungheria, Italia, Austria, Romania, Bulgaria, Finlandia, Ceylon, Nepal, Libia, Cambogia, Laos, e Spagna |
| 110         | 16 dicembre 1955  | 9-1-1 (USSR, astenuta: Francia)                           | Revisione dello Statuto delle Nazioni Unite |
| 111         | 19 gennaio 1956   | Adottata all'unanimità                                    | Palestina |
| 112         | 6 febbraio 1956   | Adottata all'unanimità                                    | Ammissione del Sudan |
| 113         | 4 aprile 1956     | Adottata all'unanimità                                    | Palestina |
| 114         | 4 giugno 1956     | Adottata all'unanimità                                    | Palestina |
| 115         | 20 luglio 1956    | Adottata all'unanimità                                    | Ammissione del Marocco |
| 116         | 26 luglio 1956    | Adottata all'unanimità                                    | Ammissione della Tunisia |
| 117         | 6 settembre 1956  | Adottata senza voto                                       | Corte internazionale di giustizia |
| 118         | 13 ottobre 1956   | Adottata all'unanimità                                    | Egitto e il Canale di Suez |
| 119         | 31 ottobre 1956   | 7-2-2 (Francia, Regno Unito, astenuti: Australia, Belgio) | Egitto e il Canale di Suez |
| 120         | 4 novembre 1956   | 10-1 (USSR)                                               | Ungheria |
| 121         | 12 dicembre 1956  | Adottata all'unanimità                                    | Ammissione del Giappone |
| 122         | 24 gennaio 1957   | 10-0-1 (astenuta: USSR)                                   | India, Pakistan e Kashmir |
| 123         | 21 febbraio 1957  | 10-0-1 (astenuta: USSR)                                   | India, Pakistan e Kashmir |
| 124         | 7 marzo 1957      | Adottata all'unanimità                                    | Ammissione del Ghana |
| 125         | 5 settembre 1957  | Adottata all'unanimità                                    | Ammissione della Malaysia |
| 126         | 2 dicembre 1957   | 10-0-1 (astenuta: USSR)                                   | India, Pakistan e Kashmir |
| 127         | 22 gennaio 1958   | Adottata all'unanimità                                    | Palestina |
| 128         | 11 giugno 1958    | 10-0-1 (astenuta: USSR)                                   | Libano |
| 129         | 7 agosto 1958     | Adottata all'unanimità                                    | Libano |
| 130         | 25 novembre 1958  | Adottata senza voto                                       | Corte internazionale di giustizia |
| 131         | 9 dicembre 1958   | 10-0-1 (astenuta: Francia)                                | Ammissione della Guinea |
| 132         | 7 settembre 1959  | 10-0-1 (astenuta: USSR)                                   | Laos |
| 133         | 26 gennaio 1960   | Adottata all'unanimità                                    | Ammissione del Camerun |
| 134         | 1º aprile 1960    | 9-0-2 (astenuti: Francia, Regno Unito)                    | Sud Africa |
| 135         | 27 maggio 1960    | 9-0-2 (astenuti: Polonia, USSR)                           | Rapporti tra le Superpotenze |
| 136         | 31 maggio 1960    | Adottata all'unanimità                                    | Ammissione della Repubblica Togolese (Togo) |
| 137         | 31 maggio 1960    | Adottata senza voto                                       | Corte internazionale di giustizia |
| 138         | 23 giugno 1960    | 8-0-2 (astenuti: Polonia, USSR)                           | Adolf Eichmann |
| 139         | 28 giugno 1960    | Adottata all'unanimità                                    | Ammissione di Mali |
| 140         | 29 giugno 1960    | Adottata all'unanimità                                    | Ammissione del Madagascar |
| 141         | 5 luglio 1960     | Adottata all'unanimità                                    | Ammissione della Somalia |
| 142         | 7 luglio 1960     | Adottata all'unanimità                                    | Ammissione della Repubblica del Congo |
| 143         | 17 luglio 1960    | 8-0-3 (astenuti: Cina, Francia, Regno Unito)              | Congo |
| 144         | 19 luglio 1960    | 9-0-2 (astenuti: Polonia, USSR)                           | Cuba |
| 145         | 22 luglio 1960    | Adottata all'unanimità                                    | Congo |
| 146         | 9 agosto 1960     | 9-0-2 (astenuti: Francia, Italia)                         | Congo |
| 147         | 23 agosto 1960    | Adottata all'unanimità                                    | Ammissione del Benin |
| 148         | 23 agosto 1960    | Adottata all'unanimità                                    | Ammissione del Niger |
| 149         | 23 agosto 1960    | Adottata all'unanimità                                    | Ammissione del Burkina Faso |
| 150         | 23 agosto 1960    | Adottata all'unanimità                                    | Ammissione della Costa d'Avorio |
| 151         | 23 agosto 1960    | Adottata all'unanimità                                    | Ammissione del Ciad |
| 152         | 23 agosto 1960    | Adottata all'unanimità                                    | Ammissione della Repubblica del Congo |
| 153         | 23 agosto 1960    | Adottata all'unanimità                                    | Ammissione del Gabon |
| 154         | 23 agosto 1960    | Adottata all'unanimità                                    | Ammissione del Repubblica Centrafricana |
| 155         | 23 agosto 1960    | Adottata all'unanimità                                    | Ammissione di Cipro |
| 156         | 9 settembre 1960  | 9-0-2 (astenuti: Polonia, USSR)                           | Repubblica Dominicana |
| 157         | 17 settembre 1960 | 8-2-1 (Polonia, USSR, astenuta: Francia)                  | Congo |
| 158         | 28 settembre 1960 | Adottata all'unanimità                                    | Ammissione del Senegal |
| 159         | 28 settembre 1960 | Adottata all'unanimità                                    | Ammissione del Mali |
| 160         | 7 ottobre 1960    | Adottata all'unanimità                                    | Ammissione della Nigeria |
| 161         | 21 febbraio 1961  | 9-0-2 (astenuti: Francia, USSR)                           | Congo |
| 162         | 11 aprile 1961    | 8-0-3 (astenuti: Ceylon, USSR, Repubblica Araba Unita)    | Palestina |
| 163         | 9 giugno 1961     | 9-0-2 (astenuti: Francia, Regno Unito)                    | Angola |
| 164         | 22 luglio 1961    | 10-0 (presente non votante: Francia)                      | Tunisia |
| 165         | 26 settembre 1961 | Adottata all'unanimità                                    | Ammissione della Sierra Leone |
| 166         | 25 ottobre 1961   | 9-0-1 (astenuta: USA, presente non votante: Cina)         | Ammissione della Mongolia |
| 167         | 25 ottobre 1961   | 9-1-1 (Repubblica Araba Unita, astenuta: USSR)            | Ammissione del Mauritania |
| 168         | 3 novembre 1961   | Adottata all'unanimità                                    | Segretario Generale |
| 169         | 24 novembre 1961  | 9-0-2 (astenuti: Francia, Regno Unito)                    | Congo |
| 170         | 14 dicembre 1961  | Adottata all'unanimità                                    | Ammissione del Tanganica (attuale Tanzania) |
| 171         | 9 aprile 1962     | 10-0-1 (astenuta: Francia)                                | Israele e Siria |
| 172         | 26 luglio 1962    | Adottata all'unanimità                                    | Ammissione del Ruanda |
| 173         | 26 luglio 1962    | Adottata all'unanimità                                    | Ammissione del Burundi |
| 174         | 12 settembre 1962 | Adottata all'unanimità                                    | Ammissione della Giamaica |
| 175         | 11 settembre 1962 | Adottata all'unanimità                                    | Ammissione di Trinidad e Tobago |
| 176         | 4 ottobre 1962    | 10-0-1 (astenuta: Cina)                                   | Ammissione dell'Algeria |
| 177         | 15 ottobre 1962   | Adottata all'unanimità                                    | Ammissione dell'Algeria |
| 178         | 24 aprile 1963    | Adottata all'unanimità                                    | Disputa Senegal/Portogallo |
| 179         | 11 giugno 1963    | 10-0-1 (astenuta: USSR)                                   | Yemen |
| 180         | 31 luglio 1963    | 8-0-3 (astenuti: Francia, Regno Unito, USA)               | Territori portoghesi |
| 181         | 7 agosto 1963     | 9-0-2 (astenuti: Francia, Regno Unito)                    | Divisione della palestina tra Ebrei e Arabi |
| 182         | 4 dicembre 1963   | Adottata all'unanimità                                    | Apartheid nel Sud Africa |
| 183         | 11 dicembre 1963  | 10-0-1 (astenuta: Francia)                                | Territori portoghesi |
| 184         | 16 dicembre 1963  | Adottata all'unanimità                                    | Ammissione di Zanzibar |
| 185         | 16 dicembre 1963  | Adottata all'unanimità                                    | Ammissione del Kenya |
| 186         | 4 marzo 1964      | Adottata all'unanimità                                    | Cipro |
| 187         | 13 marzo 1964     | Adottata all'unanimità                                    | Cipro |
| 188         | 9 aprile 1964     | 9-0-2 (astenuti: Regno Unito, USA)                        | Yemen |
| 189         | 4 giugno 1964     | Adottata all'unanimità                                    | Cambogia |
| 190         | 9 giugno 1964     | 7-0-4 (astenuti: Brasile, Francia, Regno Unito, USA)      | Apartheid nel Sud Africa |
| 191         | 18 giugno 1964    | 8-0-3 (astenuti: Cecoslovacchia, Francia, USSR)           | Apartheid nel Sud Africa |
| 192         | 20 giugno 1964    | Adottata all'unanimità                                    | Cipro |
| 193         | 25 settembre 1964 | 9-0-2 (astenuti: Cecoslovacchia, USSR)                    | Cipro |
| 194         | 25 settembre 1964 | Adottata all'unanimità                                    | Cipro |
| 195         | 9 ottobre 1964    | Adottata all'unanimità                                    | Ammissione del Malawi |
| 196         | 30 ottobre 1964   | Adottata all'unanimità                                    | Ammissione di Malta |
| 197         | 30 ottobre 1964   | Adottata all'unanimità                                    | Ammissione dello Zambia |
| 198         | 18 dicembre 1964  | Adottata all'unanimità                                    | Cipro |
| 199         | 30 dicembre 1964  | 10-0-1 (astenuta: Francia)                                | Repubblica democratica del Congo |
| 200         | 15 marzo 1965     | Adottata all'unanimità                                    | Ammissione del Gambia |